# 北斗神拳2 世纪末救世主传说
《北斗神拳2 世纪末救世主传说》是一款由Shouei System公司制作的横向卷轴类动作游戏。本游戏由Toei Animation于1987年4月17日在日本地区FC游戏机发行，由Taxan于1989年4月17日在北美地区发行。
本游戏根据漫画《北斗神拳2》改编而来，是第二部在FC游戏机上发行的北斗神拳游戏。